# Dosso del Liro
Dosso del Liro är en ort och kommun i provinsen Como i regionen Lombardiet i Italien. Kommunen hade 252 invånare (2018).